# Marcipa acuta
Marcipa acuta là một loài bướm đêm trong họ Erebidae.